# زمان فوق‌العاده
زمان فوق العاده (انگلیسی: Smashing Time) یک فیلم به کارگردانی دزموند دیویس است که در سال ۱۹۶۷ منتشر شد. از بازیگران آن می‌توان به ریتا تاشینگهم، لین ردگریو، و مایکل یورک اشاره کرد.